# Isohypsibius damxungensis
Espèce
Isohypsibius damxungensis est une espèce de tardigrades de la famille des Isohypsibiidae.

## Distribution
Cette espèce est endémique du Tibet en Chine. Elle se rencontre dans le xian de Damxung.

## Étymologie
Son nom d'espèce, composé de damxung et du suffixe latin -ensis, « qui vit dans, qui habite », lui a été donné en référence au lieu de sa découverte, le xian de Damxung.

## Publication originale
- Yang, 2007 : One new species and four newly recorded species of the class eutardigrada from China (Apochela, Milnesiidae, Parachela; Macrobiotidae, Hypsibiidae). Acta Zootaxonomica Sinica, vol. 32, no 4, p. 890-895).